# UAE Tour 2019
UAE Tour 2019 var den 1. udgave af cykelløbet UAE Tour. Det emiratarabiske etapeløb var det tredje arrangement på UCI's World Tour-kalender i 2019 og blev arrangeret mellem 24. februar og 2. marts 2019. Den samlede vinder af løbet blev slovenske Primož Roglič fra Team Jumbo-Visma.

## Hold og ryttere
| UCI WorldTeams (18)- Sky - UAE Team Emirates - Bahrain-Merida - Bora-hansgrohe - AG2R La Mondiale - Astana - CCC Team - Deceuninck-Quick Step - EF Education First - Groupama-FDJ - Lotto Soudal - Movistar Team - Mitchelton-Scott - Dimension Data - Team Jumbo-Visma - Katusha-Alpecin - Team Sunweb - Trek-Segafredo UCI Professionelle kontinentalthold (2)- Gazprom-RusVelo - Team Novo Nordisk |
| |

### Danske ryttere
- Michael Mørkøv kørte for Deceuninck-Quick Step
- Mikkel Frølich Honoré kørte for Deceuninck-Quick Step
- Niklas Eg kørte for Trek-Segafredo

## Etaperne
| Etape    | Dato     | Start – Mål                                    | type           | Afstand (km) | Etapevinder        | Førende rytter |
| -------- | -------- | ---------------------------------------------- | -------------- | ------------ | ------------------ | -------------- |
| 1. etape | 24. feb. | Al Hudayriat Island – Al Hudayriat Island      | holdtidskørsel | 16           | Team Jumbo-Visma   | Primož Roglič  |
| 2. etape | 25. feb. | Yas – Abu Dhabi                                | flad etape     | 184          | Fernando Gaviria   | Primož Roglič  |
| 3. etape | 26. feb. | United Arab Emirates University – Jebel Hafeet | bjergetape     | 179          | Alejandro Valverde | Primož Roglič  |
| 4. etape | 27. feb. | Palm Jumeirah – Hatta Dam                      | kuperet etape  | 197          | Caleb Ewan         | Primož Roglič  |
| 5. etape | 28. feb. | Flag Island – Khor Fakkan                      | flad etape     | 181          | Elia Viviani       | Primož Roglič  |
| 6. etape | 1. mar.  | Ajman – Jebel Jais                             | bjergetape     | 180          | Primož Roglič      | Primož Roglič  |
| 7. etape | 2. mar.  | Dubai Safari Park – Dubai                      | flad etape     | 145          | Sam Bennett        | Primož Roglič  |

### 1. etape
| \| Etaperesultat \| Etaperesultat \| Etaperesultat \| Etaperesultat \| Etaperesultat \| Etaperesultat \| \| Hold \| Hold \| Tid \| Tidsforskel \| Gns. fart \| \| \| ------------- \| --------------------- \| ------------- \| ------------- \| ------------- \| ------------- \| \| 1. \| Team Jumbo-Visma \| 16' 49" \| 0" \| 57.086 km/t \| \| \| 2. \| Team Sunweb \| 16' 56" \| + 7" \| 56.693 km/t \| \| \| 3. \| Bahrain-Merida \| 16' 58" \| + 9" \| 56.582 km/t \| \| \| 4. \| Sky \| 17' 03" \| + 14" \| 56.305 km/t \| \| \| 5. \| Movistar Team \| 17' 07" \| + 18" \| 56.086 km/t \| \| \| 6. \| CCC Team \| 17' 13" \| + 24" \| 55.760 km/t \| \| \| 7. \| Deceuninck-Quick Step \| 17' 15" \| + 26" \| 55.652 km/t \| \| \| 8. \| EF Education First \| 17' 15" \| + 26" \| 55.652 km/t \| \| \| 9. \| Bora-hansgrohe \| 17' 17" \| + 28" \| 55.545 km/t \| \| \| 10. \| Dimension Data \| 17' 17" \| + 28" \| 55.545 km/t \| \| |                       |         |             |             |
| |                       |         |             |             |
| Kilde: ProCyclingStats |                       |         |             |             |
| Etaperesultat |                       |         |             |             |
| Hold | Hold                  | Tid     | Tidsforskel | Gns. fart   |
| 1. | Team Jumbo-Visma      | 16' 49" | 0"          | 57.086 km/t |
| 2. | Team Sunweb           | 16' 56" | + 7"        | 56.693 km/t |
| 3. | Bahrain-Merida        | 16' 58" | + 9"        | 56.582 km/t |
| 4. | Sky                   | 17' 03" | + 14"       | 56.305 km/t |
| 5. | Movistar Team         | 17' 07" | + 18"       | 56.086 km/t |
| 6. | CCC Team              | 17' 13" | + 24"       | 55.760 km/t |
| 7. | Deceuninck-Quick Step | 17' 15" | + 26"       | 55.652 km/t |
| 8. | EF Education First    | 17' 15" | + 26"       | 55.652 km/t |
| 9. | Bora-hansgrohe        | 17' 17" | + 28"       | 55.545 km/t |
| 10. | Dimension Data        | 17' 17" | + 28"       | 55.545 km/t |

| \| Samlede stilling \| Samlede stilling \| Samlede stilling \| Samlede stilling \| Samlede stilling \| \| Rytter \| Rytter \| Hold \| Tid \| \| \| ---------------- \| ---------------- \| ---------------- \| ---------------- \| ---------------- \| \| 1. \| Primož Roglič \| Team Jumbo-Visma \| 16' 49" \| \| \| 2. \| Laurens De Plus \| Team Jumbo-Visma \| + 0" \| \| \| 3. \| Jos van Emden \| Team Jumbo-Visma \| + 0" \| \| \| 4. \| Koen Bouwman \| Team Jumbo-Visma \| + 0" \| \| \| 5. \| Max Walscheid \| Team Sunweb \| + 7" \| \| \| 6. \| Chad Haga \| Team Sunweb \| + 7" \| \| \| 7. \| Tom Dumoulin \| Team Sunweb \| + 7" \| \| \| 8. \| Wilco Kelderman \| Team Sunweb \| + 7" \| \| \| 9. \| Nikias Arndt \| Team Sunweb \| + 7" \| \| \| 10. \| Rohan Dennis \| Bahrain-Merida \| + 8" \| \| |                 |                  |         |
| |                 |                  |         |
| Kilde: ProCyclingStats |                 |                  |         |
| Samlede stilling |                 |                  |         |
| Rytter | Rytter          | Hold             | Tid     |
| 1. | Primož Roglič   | Team Jumbo-Visma | 16' 49" |
| 2. | Laurens De Plus | Team Jumbo-Visma | + 0"    |
| 3. | Jos van Emden   | Team Jumbo-Visma | + 0"    |
| 4. | Koen Bouwman    | Team Jumbo-Visma | + 0"    |
| 5. | Max Walscheid   | Team Sunweb      | + 7"    |
| 6. | Chad Haga       | Team Sunweb      | + 7"    |
| 7. | Tom Dumoulin    | Team Sunweb      | + 7"    |
| 8. | Wilco Kelderman | Team Sunweb      | + 7"    |
| 9. | Nikias Arndt    | Team Sunweb      | + 7"    |
| 10. | Rohan Dennis    | Bahrain-Merida   | + 8"    |

### 2. etape
| \| Etaperesultat \| Etaperesultat \| Etaperesultat \| Etaperesultat \| Etaperesultat \| \| Rytter \| Rytter \| Hold \| Tid \| \| \| ------------- \| -------------------- \| --------------------- \| ------------- \| ------------- \| \| 1. \| Fernando Gaviria \| UAE Team Emirates \| 4t 36' 32" \| \| \| 2. \| Elia Viviani \| Deceuninck-Quick Step \| + 0" \| \| \| 3. \| Caleb Ewan \| Lotto-Soudal \| + 0" \| \| \| 4. \| Kristoffer Halvorsen \| Team Sky \| + 0" \| \| \| 5. \| Erik Baška \| Bora-Hansgrohe \| + 0" \| \| \| 6. \| Sam Bennett \| Bora-Hansgrohe \| + 0" \| \| \| 7. \| Sacha Modolo \| EF Education First \| + 0" \| \| \| 8. \| Marcel Kittel \| Katusha-Alpecin \| + 0" \| \| \| 9. \| Marc Sarreau \| Groupama-FDJ \| + 0" \| \| \| 10. \| Jakub Mareczko \| CCC Team \| + 0" \| \| |                      |                       |            |
| |                      |                       |            |
| Kilde: ProCyclingStats |                      |                       |            |
| Etaperesultat |                      |                       |            |
| Rytter | Rytter               | Hold                  | Tid        |
| 1. | Fernando Gaviria     | UAE Team Emirates     | 4t 36' 32" |
| 2. | Elia Viviani         | Deceuninck-Quick Step | + 0"       |
| 3. | Caleb Ewan           | Lotto-Soudal          | + 0"       |
| 4. | Kristoffer Halvorsen | Team Sky              | + 0"       |
| 5. | Erik Baška           | Bora-Hansgrohe        | + 0"       |
| 6. | Sam Bennett          | Bora-Hansgrohe        | + 0"       |
| 7. | Sacha Modolo         | EF Education First    | + 0"       |
| 8. | Marcel Kittel        | Katusha-Alpecin       | + 0"       |
| 9. | Marc Sarreau         | Groupama-FDJ          | + 0"       |
| 10. | Jakub Mareczko       | CCC Team              | + 0"       |

| \| Samlede stilling \| Samlede stilling \| Samlede stilling \| Samlede stilling \| Samlede stilling \| \| Rytter \| Rytter \| Hold \| Tid \| \| \| ---------------- \| ---------------- \| ---------------- \| ---------------- \| ---------------- \| \| 1. \| Primož Roglič \| Team Jumbo-Visma \| 4t 53' 21" \| \| \| 2. \| Jos van Emden \| Team Jumbo-Visma \| + 0" \| \| \| 3. \| Laurens De Plus \| Team Jumbo-Visma \| + 0" \| \| \| 4. \| Koen Bouwman \| Team Jumbo-Visma \| + 0" \| \| \| 5. \| Wilco Kelderman \| Team Sunweb \| + 6" \| \| \| 6. \| Max Walscheid \| Team Sunweb \| + 7" \| \| \| 7. \| Tom Dumoulin \| Team Sunweb \| + 7" \| \| \| 8. \| Nikias Arndt \| Team Sunweb \| + 7" \| \| \| 9. \| Vincenzo Nibali \| Bahrain-Merida \| + 9" \| \| \| 10. \| Damiano Caruso \| Bahrain-Merida \| + 9" \| \| |                 |                  |            |
| |                 |                  |            |
| Kilde: ProCyclingStats |                 |                  |            |
| Samlede stilling |                 |                  |            |
| Rytter | Rytter          | Hold             | Tid        |
| 1. | Primož Roglič   | Team Jumbo-Visma | 4t 53' 21" |
| 2. | Jos van Emden   | Team Jumbo-Visma | + 0"       |
| 3. | Laurens De Plus | Team Jumbo-Visma | + 0"       |
| 4. | Koen Bouwman    | Team Jumbo-Visma | + 0"       |
| 5. | Wilco Kelderman | Team Sunweb      | + 6"       |
| 6. | Max Walscheid   | Team Sunweb      | + 7"       |
| 7. | Tom Dumoulin    | Team Sunweb      | + 7"       |
| 8. | Nikias Arndt    | Team Sunweb      | + 7"       |
| 9. | Vincenzo Nibali | Bahrain-Merida   | + 9"       |
| 10. | Damiano Caruso  | Bahrain-Merida   | + 9"       |

### 3. etape
| \| Etaperesultat \| Etaperesultat \| Etaperesultat \| Etaperesultat \| Etaperesultat \| \| Rytter \| Rytter \| Hold \| Tid \| \| \| ------------- \| ------------------ \| --------------------- \| ------------- \| ------------- \| \| 1. \| Alejandro Valverde \| Movistar Team \| 4t 44' 50" \| \| \| 2. \| Primož Roglič \| Team Jumbo-Visma \| + 0" \| \| \| 3. \| David Gaudu \| Groupama-FDJ \| + 0" \| \| \| 4. \| Emanuel Buchmann \| Bora-Hansgrohe \| + 4" \| \| \| 5. \| Daniel Martin \| UAE Team Emirates \| + 12" \| \| \| 6. \| Davide Formolo \| Bora-Hansgrohe \| + 33" \| \| \| 7. \| Ilnur Sakarin \| Katusha-Alpecin \| + 33" \| \| \| 8. \| James Knox \| Deceuninck-Quick Step \| + 35" \| \| \| 9. \| Bauke Mollema \| Trek-Segafredo \| + 35" \| \| \| 10. \| Jan Hirt \| Astana \| + 35" \| \| |                    |                       |            |
| |                    |                       |            |
| Kilde: ProCyclingStats |                    |                       |            |
| Etaperesultat |                    |                       |            |
| Rytter | Rytter             | Hold                  | Tid        |
| 1. | Alejandro Valverde | Movistar Team         | 4t 44' 50" |
| 2. | Primož Roglič      | Team Jumbo-Visma      | + 0"       |
| 3. | David Gaudu        | Groupama-FDJ          | + 0"       |
| 4. | Emanuel Buchmann   | Bora-Hansgrohe        | + 4"       |
| 5. | Daniel Martin      | UAE Team Emirates     | + 12"      |
| 6. | Davide Formolo     | Bora-Hansgrohe        | + 33"      |
| 7. | Ilnur Sakarin      | Katusha-Alpecin       | + 33"      |
| 8. | James Knox         | Deceuninck-Quick Step | + 35"      |
| 9. | Bauke Mollema      | Trek-Segafredo        | + 35"      |
| 10. | Jan Hirt           | Astana                | + 35"      |

| \| Samlede stilling \| Samlede stilling \| Samlede stilling \| Samlede stilling \| Samlede stilling \| \| Rytter \| Rytter \| Hold \| Tid \| \| \| ---------------- \| ------------------ \| --------------------- \| ---------------- \| ---------------- \| \| 1. \| Primož Roglič \| Team Jumbo-Visma \| 9t 38' 05" \| \| \| 2. \| Alejandro Valverde \| Movistar Team \| + 14" \| \| \| 3. \| David Gaudu \| Groupama-FDJ \| + 31" \| \| \| 4. \| Emanuel Buchmann \| Bora-Hansgrohe \| + 39" \| \| \| 5. \| Wilco Kelderman \| Team Sunweb \| + 47" \| \| \| 6. \| Daniel Martin \| UAE Team Emirates \| + 54" \| \| \| 7. \| Tom Dumoulin \| Team Sunweb \| + 57" \| \| \| 8. \| Víctor de la Parte \| CCC Team \| + 1' 05" \| \| \| 9. \| James Knox \| Deceuninck-Quick Step \| + 1' 07" \| \| \| 10. \| Davide Formolo \| Bora-Hansgrohe \| + 1' 08" \| \| |                    |                       |            |
| |                    |                       |            |
| Kilde: ProCyclingStats |                    |                       |            |
| Samlede stilling |                    |                       |            |
| Rytter | Rytter             | Hold                  | Tid        |
| 1. | Primož Roglič      | Team Jumbo-Visma      | 9t 38' 05" |
| 2. | Alejandro Valverde | Movistar Team         | + 14"      |
| 3. | David Gaudu        | Groupama-FDJ          | + 31"      |
| 4. | Emanuel Buchmann   | Bora-Hansgrohe        | + 39"      |
| 5. | Wilco Kelderman    | Team Sunweb           | + 47"      |
| 6. | Daniel Martin      | UAE Team Emirates     | + 54"      |
| 7. | Tom Dumoulin       | Team Sunweb           | + 57"      |
| 8. | Víctor de la Parte | CCC Team              | + 1' 05"   |
| 9. | James Knox         | Deceuninck-Quick Step | + 1' 07"   |
| 10. | Davide Formolo     | Bora-Hansgrohe        | + 1' 08"   |

### 4. etape
| \| Etaperesultat \| Etaperesultat \| Etaperesultat \| Etaperesultat \| Etaperesultat \| \| Rytter \| Rytter \| Hold \| Tid \| \| \| ------------- \| ------------------ \| ----------------- \| ------------- \| ------------- \| \| 1. \| Caleb Ewan \| Lotto-Soudal \| 4t 27' 07" \| \| \| 2. \| Matteo Moschetti \| Trek-Segafredo \| + 2" \| \| \| 3. \| Primož Roglič \| Team Jumbo-Visma \| + 2" \| \| \| 4. \| Quentin Jauregui \| AG2R La Mondiale \| + 5" \| \| \| 5. \| Luka Mezgec \| Mitchelton-Scott \| + 5" \| \| \| 6. \| Wilco Kelderman \| Team Sunweb \| + 5" \| \| \| 7. \| Diego Ulissi \| UAE Team Emirates \| + 5" \| \| \| 8. \| Alejandro Valverde \| Movistar Team \| + 5" \| \| \| 9. \| Marco Haller \| Katusha-Alpecin \| + 5" \| \| \| 10. \| Bauke Mollema \| Trek-Segafredo \| + 5" \| \| |                    |                   |            |
| |                    |                   |            |
| Kilde: ProCyclingStats |                    |                   |            |
| Etaperesultat |                    |                   |            |
| Rytter | Rytter             | Hold              | Tid        |
| 1. | Caleb Ewan         | Lotto-Soudal      | 4t 27' 07" |
| 2. | Matteo Moschetti   | Trek-Segafredo    | + 2"       |
| 3. | Primož Roglič      | Team Jumbo-Visma  | + 2"       |
| 4. | Quentin Jauregui   | AG2R La Mondiale  | + 5"       |
| 5. | Luka Mezgec        | Mitchelton-Scott  | + 5"       |
| 6. | Wilco Kelderman    | Team Sunweb       | + 5"       |
| 7. | Diego Ulissi       | UAE Team Emirates | + 5"       |
| 8. | Alejandro Valverde | Movistar Team     | + 5"       |
| 9. | Marco Haller       | Katusha-Alpecin   | + 5"       |
| 10. | Bauke Mollema      | Trek-Segafredo    | + 5"       |

| \| Samlede stilling \| Samlede stilling \| Samlede stilling \| Samlede stilling \| Samlede stilling \| \| Rytter \| Rytter \| Hold \| Tid \| \| \| ---------------- \| ------------------ \| --------------------- \| ---------------- \| ---------------- \| \| 1. \| Primož Roglič \| Team Jumbo-Visma \| 14t 05' 10" \| \| \| 2. \| Alejandro Valverde \| Movistar Team \| + 21" \| \| \| 3. \| David Gaudu \| Groupama-FDJ \| + 38" \| \| \| 4. \| Emanuel Buchmann \| Bora-Hansgrohe \| + 46" \| \| \| 5. \| Wilco Kelderman \| Team Sunweb \| + 54" \| \| \| 6. \| Daniel Martin \| UAE Team Emirates \| + 1' 01" \| \| \| 7. \| Tom Dumoulin \| Team Sunweb \| + 1' 04" \| \| \| 8. \| Víctor de la Parte \| CCC Team \| + 1' 12" \| \| \| 9. \| James Knox \| Deceuninck-Quick Step \| + 1' 14" \| \| \| 10. \| Davide Formolo \| Bora-Hansgrohe \| + 1' 15" \| \| |                    |                       |             |
| |                    |                       |             |
| Kilde: ProCyclingStats |                    |                       |             |
| Samlede stilling |                    |                       |             |
| Rytter | Rytter             | Hold                  | Tid         |
| 1. | Primož Roglič      | Team Jumbo-Visma      | 14t 05' 10" |
| 2. | Alejandro Valverde | Movistar Team         | + 21"       |
| 3. | David Gaudu        | Groupama-FDJ          | + 38"       |
| 4. | Emanuel Buchmann   | Bora-Hansgrohe        | + 46"       |
| 5. | Wilco Kelderman    | Team Sunweb           | + 54"       |
| 6. | Daniel Martin      | UAE Team Emirates     | + 1' 01"    |
| 7. | Tom Dumoulin       | Team Sunweb           | + 1' 04"    |
| 8. | Víctor de la Parte | CCC Team              | + 1' 12"    |
| 9. | James Knox         | Deceuninck-Quick Step | + 1' 14"    |
| 10. | Davide Formolo     | Bora-Hansgrohe        | + 1' 15"    |

### 5. etape
| \| Etaperesultat \| Etaperesultat \| Etaperesultat \| Etaperesultat \| Etaperesultat \| \| Rytter \| Rytter \| Hold \| Tid \| \| \| ------------- \| --------------------------- \| --------------------- \| ------------- \| ------------- \| \| 1. \| Elia Viviani \| Deceuninck-Quick Step \| 4t 48' 59" \| \| \| 2. \| Fernando Gaviria \| UAE Team Emirates \| + 0" \| \| \| 3. \| Marcel Kittel \| Katusha-Alpecin \| + 0" \| \| \| 4. \| Sam Bennett \| Bora-Hansgrohe \| + 0" \| \| \| 5. \| Reinardt Janse van Rensburg \| Dimension Data \| + 0" \| \| \| 6. \| Phil Bauhaus \| Bahrain-Merida \| + 0" \| \| \| 7. \| Kristoffer Halvorsen \| Team Sky \| + 0" \| \| \| 8. \| Jakub Mareczko \| CCC Team \| + 0" \| \| \| 9. \| Cees Bol \| Team Sunweb \| + 0" \| \| \| 10. \| Max Walscheid \| Team Sunweb \| + 0" \| \| |                             |                       |            |
| |                             |                       |            |
| Kilde: ProCyclingStats |                             |                       |            |
| Etaperesultat |                             |                       |            |
| Rytter | Rytter                      | Hold                  | Tid        |
| 1. | Elia Viviani                | Deceuninck-Quick Step | 4t 48' 59" |
| 2. | Fernando Gaviria            | UAE Team Emirates     | + 0"       |
| 3. | Marcel Kittel               | Katusha-Alpecin       | + 0"       |
| 4. | Sam Bennett                 | Bora-Hansgrohe        | + 0"       |
| 5. | Reinardt Janse van Rensburg | Dimension Data        | + 0"       |
| 6. | Phil Bauhaus                | Bahrain-Merida        | + 0"       |
| 7. | Kristoffer Halvorsen        | Team Sky              | + 0"       |
| 8. | Jakub Mareczko              | CCC Team              | + 0"       |
| 9. | Cees Bol                    | Team Sunweb           | + 0"       |
| 10. | Max Walscheid               | Team Sunweb           | + 0"       |

| \| Samlede stilling \| Samlede stilling \| Samlede stilling \| Samlede stilling \| Samlede stilling \| \| Rytter \| Rytter \| Hold \| Tid \| \| \| ---------------- \| ------------------ \| --------------------- \| ---------------- \| ---------------- \| \| 1. \| Primož Roglič \| Team Jumbo-Visma \| 18t 54' 09" \| \| \| 2. \| Alejandro Valverde \| Movistar Team \| + 21" \| \| \| 3. \| David Gaudu \| Groupama-FDJ \| + 38" \| \| \| 4. \| Emanuel Buchmann \| Bora-Hansgrohe \| + 46" \| \| \| 5. \| Wilco Kelderman \| Team Sunweb \| + 54" \| \| \| 6. \| Daniel Martin \| UAE Team Emirates \| + 1' 01" \| \| \| 7. \| Tom Dumoulin \| Team Sunweb \| + 1' 04" \| \| \| 8. \| Víctor de la Parte \| CCC Team \| + 1' 12" \| \| \| 9. \| James Knox \| Deceuninck-Quick Step \| + 1' 14" \| \| \| 10. \| Davide Formolo \| Bora-Hansgrohe \| + 1' 15" \| \| |                    |                       |             |
| |                    |                       |             |
| Kilde: ProCyclingStats |                    |                       |             |
| Samlede stilling |                    |                       |             |
| Rytter | Rytter             | Hold                  | Tid         |
| 1. | Primož Roglič      | Team Jumbo-Visma      | 18t 54' 09" |
| 2. | Alejandro Valverde | Movistar Team         | + 21"       |
| 3. | David Gaudu        | Groupama-FDJ          | + 38"       |
| 4. | Emanuel Buchmann   | Bora-Hansgrohe        | + 46"       |
| 5. | Wilco Kelderman    | Team Sunweb           | + 54"       |
| 6. | Daniel Martin      | UAE Team Emirates     | + 1' 01"    |
| 7. | Tom Dumoulin       | Team Sunweb           | + 1' 04"    |
| 8. | Víctor de la Parte | CCC Team              | + 1' 12"    |
| 9. | James Knox         | Deceuninck-Quick Step | + 1' 14"    |
| 10. | Davide Formolo     | Bora-Hansgrohe        | + 1' 15"    |

### 6. etape
| \| Etaperesultat \| Etaperesultat \| Etaperesultat \| Etaperesultat \| Etaperesultat \| \| Rytter \| Rytter \| Hold \| Tid \| \| \| ------------- \| --------------------- \| --------------------- \| ------------- \| ------------- \| \| 1. \| Primož Roglič \| Team Jumbo-Visma \| 4t 15' 39" \| \| \| 2. \| Tom Dumoulin \| Team Sunweb \| + 0" \| \| \| 3. \| David Gaudu \| Groupama-FDJ \| + 0" \| \| \| 4. \| Daniel Martin \| UAE Team Emirates \| + 0" \| \| \| 5. \| Alejandro Valverde \| Movistar Team \| + 0" \| \| \| 6. \| Wilco Kelderman \| Team Sunweb \| + 0" \| \| \| 7. \| Maximilian Schachmann \| Bora-Hansgrohe \| + 0" \| \| \| 8. \| Emanuel Buchmann \| Bora-Hansgrohe \| + 0" \| \| \| 9. \| Rui Costa \| UAE Team Emirates \| + 0" \| \| \| 10. \| James Knox \| Deceuninck-Quick Step \| + 5" \| \| |                       |                       |            |
| |                       |                       |            |
| Kilde: ProCyclingStats |                       |                       |            |
| Etaperesultat |                       |                       |            |
| Rytter | Rytter                | Hold                  | Tid        |
| 1. | Primož Roglič         | Team Jumbo-Visma      | 4t 15' 39" |
| 2. | Tom Dumoulin          | Team Sunweb           | + 0"       |
| 3. | David Gaudu           | Groupama-FDJ          | + 0"       |
| 4. | Daniel Martin         | UAE Team Emirates     | + 0"       |
| 5. | Alejandro Valverde    | Movistar Team         | + 0"       |
| 6. | Wilco Kelderman       | Team Sunweb           | + 0"       |
| 7. | Maximilian Schachmann | Bora-Hansgrohe        | + 0"       |
| 8. | Emanuel Buchmann      | Bora-Hansgrohe        | + 0"       |
| 9. | Rui Costa             | UAE Team Emirates     | + 0"       |
| 10. | James Knox            | Deceuninck-Quick Step | + 5"       |

| \| Samlede stilling \| Samlede stilling \| Samlede stilling \| Samlede stilling \| Samlede stilling \| \| Rytter \| Rytter \| Hold \| Tid \| \| \| ---------------- \| ------------------ \| --------------------- \| ---------------- \| ---------------- \| \| 1. \| Primož Roglič \| Team Jumbo-Visma \| 23t 09' 38" \| \| \| 2. \| Alejandro Valverde \| Movistar Team \| + 31" \| \| \| 3. \| David Gaudu \| Groupama-FDJ \| + 44" \| \| \| 4. \| Emanuel Buchmann \| Bora-Hansgrohe \| + 56" \| \| \| 5. \| Wilco Kelderman \| Team Sunweb \| + 1' 04" \| \| \| 6. \| Tom Dumoulin \| Team Sunweb \| + 1' 08" \| \| \| 7. \| Daniel Martin \| UAE Team Emirates \| + 1' 11" \| \| \| 8. \| James Knox \| Deceuninck-Quick Step \| + 1' 29" \| \| \| 9. \| Laurens De Plus \| Team Jumbo-Visma \| + 1' 45" \| \| \| 10. \| Michał Kwiatkowski \| Team Sky \| + 1' 49" \| \| |                    |                       |             |
| |                    |                       |             |
| Kilde: ProCyclingStats |                    |                       |             |
| Samlede stilling |                    |                       |             |
| Rytter | Rytter             | Hold                  | Tid         |
| 1. | Primož Roglič      | Team Jumbo-Visma      | 23t 09' 38" |
| 2. | Alejandro Valverde | Movistar Team         | + 31"       |
| 3. | David Gaudu        | Groupama-FDJ          | + 44"       |
| 4. | Emanuel Buchmann   | Bora-Hansgrohe        | + 56"       |
| 5. | Wilco Kelderman    | Team Sunweb           | + 1' 04"    |
| 6. | Tom Dumoulin       | Team Sunweb           | + 1' 08"    |
| 7. | Daniel Martin      | UAE Team Emirates     | + 1' 11"    |
| 8. | James Knox         | Deceuninck-Quick Step | + 1' 29"    |
| 9. | Laurens De Plus    | Team Jumbo-Visma      | + 1' 45"    |
| 10. | Michał Kwiatkowski | Team Sky              | + 1' 49"    |

### 7. etape
| \| Etaperesultat \| Etaperesultat \| Etaperesultat \| Etaperesultat \| Etaperesultat \| \| Rytter \| Rytter \| Hold \| Tid \| \| \| ------------- \| -------------------- \| --------------------- \| ------------- \| ------------- \| \| 1. \| Sam Bennett \| Bora-Hansgrohe \| 3t 17' 51" \| \| \| 2. \| Fernando Gaviria \| UAE Team Emirates \| + 0" \| \| \| 3. \| Caleb Ewan \| Lotto-Soudal \| + 0" \| \| \| 4. \| Alexander Kristoff \| UAE Team Emirates \| + 0" \| \| \| 5. \| Elia Viviani \| Deceuninck-Quick Step \| + 0" \| \| \| 6. \| Phil Bauhaus \| Bahrain-Merida \| + 0" \| \| \| 7. \| Max Walscheid \| Team Sunweb \| + 0" \| \| \| 8. \| Luka Mezgec \| Mitchelton-Scott \| + 0" \| \| \| 9. \| Matteo Moschetti \| Trek-Segafredo \| + 0" \| \| \| 10. \| Kristoffer Halvorsen \| Team Sky \| + 0" \| \| |                      |                       |            |
| |                      |                       |            |
| Kilde: ProCyclingStats |                      |                       |            |
| Etaperesultat |                      |                       |            |
| Rytter | Rytter               | Hold                  | Tid        |
| 1. | Sam Bennett          | Bora-Hansgrohe        | 3t 17' 51" |
| 2. | Fernando Gaviria     | UAE Team Emirates     | + 0"       |
| 3. | Caleb Ewan           | Lotto-Soudal          | + 0"       |
| 4. | Alexander Kristoff   | UAE Team Emirates     | + 0"       |
| 5. | Elia Viviani         | Deceuninck-Quick Step | + 0"       |
| 6. | Phil Bauhaus         | Bahrain-Merida        | + 0"       |
| 7. | Max Walscheid        | Team Sunweb           | + 0"       |
| 8. | Luka Mezgec          | Mitchelton-Scott      | + 0"       |
| 9. | Matteo Moschetti     | Trek-Segafredo        | + 0"       |
| 10. | Kristoffer Halvorsen | Team Sky              | + 0"       |

## Resultater
| \| Samlede stilling \| Samlede stilling \| Samlede stilling \| Samlede stilling \| Samlede stilling \| \| Rytter \| Rytter \| Hold \| Tid \| \| \| ---------------- \| ------------------ \| --------------------- \| ---------------- \| ---------------- \| \| 1. \| Primož Roglič \| Team Jumbo-Visma \| 26t 27' 29" \| \| \| 2. \| Alejandro Valverde \| Movistar Team \| + 31" \| \| \| 3. \| David Gaudu \| Groupama-FDJ \| + 44" \| \| \| 4. \| Emanuel Buchmann \| Bora-Hansgrohe \| + 56" \| \| \| 5. \| Wilco Kelderman \| Team Sunweb \| + 1' 04" \| \| \| 6. \| Tom Dumoulin \| Team Sunweb \| + 1' 08" \| \| \| 7. \| Daniel Martin \| UAE Team Emirates \| + 1' 11" \| \| \| 8. \| James Knox \| Deceuninck-Quick Step \| + 1' 29" \| \| \| 9. \| Laurens De Plus \| Team Jumbo-Visma \| + 1' 45" \| \| \| 10. \| Michał Kwiatkowski \| Team Sky \| + 1' 49" \| \| |                    |                       |             |
| |                    |                       |             |
| Kilde: ProCyclingStats |                    |                       |             |
| Samlede stilling |                    |                       |             |
| Rytter | Rytter             | Hold                  | Tid         |
| 1. | Primož Roglič      | Team Jumbo-Visma      | 26t 27' 29" |
| 2. | Alejandro Valverde | Movistar Team         | + 31"       |
| 3. | David Gaudu        | Groupama-FDJ          | + 44"       |
| 4. | Emanuel Buchmann   | Bora-Hansgrohe        | + 56"       |
| 5. | Wilco Kelderman    | Team Sunweb           | + 1' 04"    |
| 6. | Tom Dumoulin       | Team Sunweb           | + 1' 08"    |
| 7. | Daniel Martin      | UAE Team Emirates     | + 1' 11"    |
| 8. | James Knox         | Deceuninck-Quick Step | + 1' 29"    |
| 9. | Laurens De Plus    | Team Jumbo-Visma      | + 1' 45"    |
| 10. | Michał Kwiatkowski | Team Sky              | + 1' 49"    |

| Samlede stilling | Samlede stilling   | Samlede stilling      | Samlede stilling | Samlede stilling |
| Rytter           | Rytter             | Hold                  | Tid              |                  |
| ---------------- | ------------------ | --------------------- | ---------------- | ---------------- |
| 1.               | Primož Roglič      | Team Jumbo-Visma      | 26t 27' 29"      |                  |
| 2.               | Alejandro Valverde | Movistar Team         | + 31"            |                  |
| 3.               | David Gaudu        | Groupama-FDJ          | + 44"            |                  |
| 4.               | Emanuel Buchmann   | Bora-Hansgrohe        | + 56"            |                  |
| 5.               | Wilco Kelderman    | Team Sunweb           | + 1' 04"         |                  |
| 6.               | Tom Dumoulin       | Team Sunweb           | + 1' 08"         |                  |
| 7.               | Daniel Martin      | UAE Team Emirates     | + 1' 11"         |                  |
| 8.               | James Knox         | Deceuninck-Quick Step | + 1' 29"         |                  |
| 9.               | Laurens De Plus    | Team Jumbo-Visma      | + 1' 45"         |                  |
| 10.              | Michał Kwiatkowski | Team Sky              | + 1' 49"         |                  |

| Pointkonkurrence | Pointkonkurrence   | Pointkonkurrence      | Pointkonkurrence | Pointkonkurrence |
| Rytter           | Rytter             | Hold                  | Point            |                  |
| ---------------- | ------------------ | --------------------- | ---------------- | ---------------- |
| 1.               | Elia Viviani       | Deceuninck-Quick Step | 57 point         |                  |
| 2.               | Fernando Gaviria   | UAE Team Emirates     | 52 point         |                  |
| 3.               | Stepan Kurianov    | Gazprom-RusVelo       | 52 point         |                  |
| 4.               | Primož Roglič      | Team Jumbo-Visma      | 48 point         |                  |
| 5.               | Caleb Ewan         | Lotto-Soudal          | 44 point         |                  |
| 6.               | Charles Planet     | Team Novo Nordisk     | 43 point         |                  |
| 7.               | Sam Bennett        | Bora-Hansgrohe        | 34 point         |                  |
| 8.               | Alejandro Valverde | Movistar Team         | 30 point         |                  |
| 9.               | David Gaudu        | Groupama-FDJ          | 24 point         |                  |
| 10.              | Matteo Moschetti   | Trek-Segafredo        | 18 point         |                  |

| Pointkonkurrence | Pointkonkurrence   | Pointkonkurrence      | Pointkonkurrence | Pointkonkurrence |
| Rytter           | Rytter             | Hold                  | Point            |                  |
| ---------------- | ------------------ | --------------------- | ---------------- | ---------------- |
| 1.               | Elia Viviani       | Deceuninck-Quick Step | 57 point         |                  |
| 2.               | Fernando Gaviria   | UAE Team Emirates     | 52 point         |                  |
| 3.               | Stepan Kurianov    | Gazprom-RusVelo       | 52 point         |                  |
| 4.               | Primož Roglič      | Team Jumbo-Visma      | 48 point         |                  |
| 5.               | Caleb Ewan         | Lotto-Soudal          | 44 point         |                  |
| 6.               | Charles Planet     | Team Novo Nordisk     | 43 point         |                  |
| 7.               | Sam Bennett        | Bora-Hansgrohe        | 34 point         |                  |
| 8.               | Alejandro Valverde | Movistar Team         | 30 point         |                  |
| 9.               | David Gaudu        | Groupama-FDJ          | 24 point         |                  |
| 10.              | Matteo Moschetti   | Trek-Segafredo        | 18 point         |                  |

### Ungdomskonkurrencen
| Ungdomskonkurrence | Ungdomskonkurrence     | Ungdomskonkurrence    | Ungdomskonkurrence | Ungdomskonkurrence |
| Rytter             | Rytter                 | Hold                  | Tid                |                    |
| ------------------ | ---------------------- | --------------------- | ------------------ | ------------------ |
| 1.                 | David Gaudu            | Groupama-FDJ          | 26t 28' 13"        |                    |
| 2.                 | James Knox             | Deceuninck-Quick Step | + 45"              |                    |
| 3.                 | Laurens De Plus        | Team Jumbo-Visma      | + 1' 01"           |                    |
| 4.                 | Maximilian Schachmann  | Bora-Hansgrohe        | + 1' 12"           |                    |
| 5.                 | Pavel Sivakov          | Team Sky              | + 3' 54"           |                    |
| 6.                 | Bjorg Lambrecht        | Lotto-Soudal          | + 4' 02"           |                    |
| 7.                 | Aurélien Paret-Peintre | AG2R La Mondiale      | + 4' 28"           |                    |
| 8.                 | Niklas Eg              | Trek-Segafredo        | + 4' 42"           |                    |
| 9.                 | Quentin Jauregui       | AG2R La Mondiale      | + 5' 12"           |                    |
| 10.                | Artjom Nytj            | Gazprom-RusVelo       | + 5' 41"           |                    |

## Startliste
| Movistar Team MOV | Movistar Team MOV                   | Movistar Team MOV |
| ----------------- | ----------------------------------- | ----------------- |
| Nr.               | Rytter                              | Placering         |
| 1                 | Alejandro Valverde (ESP) (landevej) | 2.                |
| 2                 | Andrey Amador (CRC)                 | 69.               |
| 3                 | Jaime Castrillo (ESP)               | 128.              |
| 4                 | Rubén Fernández (ESP)               | 44.               |
| 5                 | Lluís Mas (ESP)                     | 58.               |
| 6                 | Nelson Oliveira (POR)               | 66.               |
| 7                 | Jasha Sütterlin (GER)               | 56.               |

| AG2R La Mondiale ALM | AG2R La Mondiale ALM         | AG2R La Mondiale ALM |
| -------------------- | ---------------------------- | -------------------- |
| Nr.                  | Rytter                       | Placering            |
| 11                   | Larry Warbasse (USA)         | 39.                  |
| 12                   | Geoffrey Bouchard (FRA)      | 19.                  |
| 13                   | Benoît Cosnefroy (FRA)       | 65.                  |
| 14                   | Samuel Dumoulin (FRA)        | 113.                 |
| 15                   | Tony Gallopin (FRA)          | 21.                  |
| 16                   | Quentin Jauregui (FRA)       | 30.                  |
| 17                   | Aurélien Paret-Peintre (FRA) | 26.                  |

| Astana AST | Astana AST            | Astana AST |
| ---------- | --------------------- | ---------- |
| Nr.        | Rytter                | Placering  |
| 21         | Gorka Izagirre (ESP)  | 38.        |
| 22         | Manuele Boaro (ITA)   | 43.        |
| 23         | Daniil Fominykh (KAZ) | 63.        |
| 24         | Omar Fraile (ESP)     | DNS-5      |
| 25         | Dmitrij Gruzdev (KAZ) | 75.        |
| 26         | Jan Hirt (CZE)        | 12.        |
| 27         | Davide Villella (ITA) | 22.        |

| Bahrain-Merida TBM | Bahrain-Merida TBM      | Bahrain-Merida TBM |
| ------------------ | ----------------------- | ------------------ |
| Nr.                | Rytter                  | Placering          |
| 31                 | Vincenzo Nibali (ITA)   | 35.                |
| 32                 | Phil Bauhaus (GER)      | 105.               |
| 33                 | Damiano Caruso (ITA)    | 37.                |
| 34                 | Rohan Dennis (AUS)      | 70.                |
| 35                 | Heinrich Haussler (AUS) | 97.                |
| 36                 | Marcel Sieberg (GER)    | 100.               |
| 37                 | Jan Tratnik (SLO)       | 64.                |

| Bora-Hansgrohe BOH | Bora-Hansgrohe BOH          | Bora-Hansgrohe BOH |
| ------------------ | --------------------------- | ------------------ |
| Nr.                | Rytter                      | Placering          |
| 41                 | Davide Formolo (ITA)        | 11.                |
| 42                 | Erik Baška (SVK)            | 129.               |
| 43                 | Sam Bennett (IRL)           | 116.               |
| 44                 | Emanuel Buchmann (GER)      | 4.                 |
| 45                 | Peter Kennaugh (GBR)        | 101.               |
| 46                 | Christoph Pfingsten (GER)   | 59.                |
| 47                 | Maximilian Schachmann (GER) | 13.                |

| CCC Team CPT | CCC Team CPT               | CCC Team CPT |
| ------------ | -------------------------- | ------------ |
| Nr.          | Rytter                     | Placering    |
| 51           | Serge Pauwels (BEL)        | 47.          |
| 52           | Patrick Bevin (NZL)        | DNF-6        |
| 53           | Víctor de la Parte (ESP)   | 14.          |
| 54           | Alessandro De Marchi (ITA) | 34.          |
| 55           | Jakub Mareczko (ITA)       | 121.         |
| 56           | Łukasz Owsian (POL)        | 45.          |
| 57           | Joey Rosskopf (USA)        | 40.          |

| Deceuninck-Quick Step DQT | Deceuninck-Quick Step DQT | Deceuninck-Quick Step DQT |
| ------------------------- | ------------------------- | ------------------------- |
| Nr.                       | Rytter                    | Placering                 |
| 61                        | Elia Viviani (ITA)        | 117.                      |
| 62                        | Dries Devenyns (BEL)      | 29.                       |
| 63                        | Remco Evenepoel (BEL)     | DNF-4                     |
| 64                        | Mikkel Honoré (DEN)       | 96.                       |
| 65                        | James Knox (GBR)          | 8.                        |
| 66                        | Michael Mørkøv (DEN)      | 99.                       |
| 67                        | Fabio Sabatini (ITA)      | 95.                       |

| EF Education First EF1 | EF Education First EF1    | EF Education First EF1 |
| ---------------------- | ------------------------- | ---------------------- |
| Nr.                    | Rytter                    | Placering              |
| 71                     | Tejay van Garderen (USA)  | 16.                    |
| 72                     | Sean Bennett (USA)        | 61.                    |
| 73                     | Simon Clarke (AUS)        | DNF-6                  |
| 74                     | Daniel McLay (GBR)        | 120.                   |
| 75                     | Sacha Modolo (ITA)        | 93.                    |
| 76                     | James Whelan (AUS)        | 77.                    |
| 77                     | Julius van den Berg (NED) | 88.                    |

| Gazprom-RusVelo GAZ | Gazprom-RusVelo GAZ    | Gazprom-RusVelo GAZ |
| ------------------- | ---------------------- | ------------------- |
| Nr.                 | Rytter                 | Placering           |
| 81                  | Aleksandr Porsev (RUS) | 114.                |
| 82                  | Ildar Arslanov (RUS)   | 33.                 |
| 83                  | Igor Bojev (RUS)       | 122.                |
| 84                  | Stepan Kurianov (RUS)  | 124.                |
| 85                  | Artjom Nytj (RUS)      | 32.                 |
| 86                  | Sergej Sjilov (RUS)    | 87.                 |
| 87                  | Anton Vorobjov (RUS)   | 127.                |

| Groupama-FDJ GFC | Groupama-FDJ GFC            | Groupama-FDJ GFC |
| ---------------- | --------------------------- | ---------------- |
| Nr.              | Rytter                      | Placering        |
| 91               | Anthony Roux (FRA)          | 54.              |
| 92               | Bruno Armirail (FRA)        | 130.             |
| 93               | Mickaël Delage (FRA)        | 86.              |
| 94               | David Gaudu (FRA)           | 3.               |
| 95               | Sébastien Reichenbach (SUI) | 25.              |
| 96               | Marc Sarreau (FRA)          | 111.             |
| 97               | Miles Scotson (AUS)         | 60.              |

| Lotto-Soudal LTS | Lotto-Soudal LTS      | Lotto-Soudal LTS |
| ---------------- | --------------------- | ---------------- |
| Nr.              | Rytter                | Placering        |
| 101              | Caleb Ewan (AUS)      | 79.              |
| 102              | Adam Blythe (GBR)     | 115.             |
| 103              | Adam Hansen (AUS)     | 82.              |
| 104              | Roger Kluge (GER)     | 106.             |
| 105              | Bjorg Lambrecht (BEL) | 24.              |
| 106              | Maxime Monfort (BEL)  | 55.              |
| 107              | Sander Armée (BEL)    | 51.              |

| Mitchelton-Scott MTS | Mitchelton-Scott MTS   | Mitchelton-Scott MTS |
| -------------------- | ---------------------- | -------------------- |
| Nr.                  | Rytter                 | Placering            |
| 111                  | Michael Albasini (SUI) | 73.                  |
| 112                  | Jack Bauer (NZL)       | 62.                  |
| 113                  | Sam Bewley (NZL)       | 80.                  |
| 114                  | Brent Bookwalter (USA) | 18.                  |
| 115                  | Tsgabu Grmay (ETH)     | 20.                  |
| 116                  | Luka Mezgec (SLO)      | 72.                  |
| 117                  | Callum Scotson (AUS)   | 41.                  |

| Dimension Data TDD | Dimension Data TDD                | Dimension Data TDD |
| ------------------ | --------------------------------- | ------------------ |
| Nr.                | Rytter                            | Placering          |
| 121                | Mark Cavendish (GBR)              | 109.               |
| 122                | Bernhard Eisel (AUT)              | 89.                |
| 123                | Amanuel Ghebreigzabhier (ERI)     | DNS-4              |
| 124                | Reinardt Janse van Rensburg (RSA) | 53.                |
| 125                | Roman Kreuziger (CZE)             | 28.                |
| 126                | Louis Meintjes (RSA)              | 31.                |
| 127                | Jay Robert Thomson (RSA)          | 76.                |

| Team Jumbo-Visma TJV | Team Jumbo-Visma TJV  | Team Jumbo-Visma TJV |
| -------------------- | --------------------- | -------------------- |
| Nr.                  | Rytter                | Placering            |
| 131                  | Primož Roglič (SLO)   | 1.                   |
| 132                  | Koen Bouwman (NED)    | 74.                  |
| 133                  | Laurens De Plus (BEL) | 9.                   |
| 134                  | Tom Leezer (NED)      | 119.                 |
| 135                  | Paul Martens (GER)    | 110.                 |
| 136                  | Tony Martin (GER)     | 131.                 |
| 137                  | Jos van Emden (NED)   | 84.                  |

| Katusha-Alpecin TKA | Katusha-Alpecin TKA   | Katusha-Alpecin TKA |
| ------------------- | --------------------- | ------------------- |
| Nr.                 | Rytter                | Placering           |
| 141                 | Marcel Kittel (GER)   | 112.                |
| 142                 | Alex Dowsett (GBR)    | DNF-6               |
| 143                 | Marco Haller (AUT)    | 94.                 |
| 144                 | Pavel Kotjetkov (RUS) | 67.                 |
| 145                 | Daniel Navarro (ESP)  | 42.                 |
| 146                 | Rick Zabel (GER)      | DNF-2               |
| 147                 | Ilnur Sakarin (RUS)   | DNS-7               |

| Team Novo Nordisk TNN | Team Novo Nordisk TNN  | Team Novo Nordisk TNN |
| --------------------- | ---------------------- | --------------------- |
| Nr.                   | Rytter                 | Placering             |
| 151                   | Declan Irvine (AUS)    | 103.                  |
| 152                   | Mehdi Benhamouda (FRA) | 126.                  |
| 153                   | Sam Brand (GBR)        | 83.                   |
| 154                   | Fabio Calabria (AUS)   | 102.                  |
| 155                   | Péter Kusztor (HUN)    | 49.                   |
| 156                   | Andrea Peron (ITA)     | 108.                  |
| 157                   | Charles Planet (FRA)   | 125.                  |

| Team Sky SKY | Team Sky SKY               | Team Sky SKY |
| ------------ | -------------------------- | ------------ |
| Nr.          | Rytter                     | Placering    |
| 161          | Kenny Elissonde (FRA)      | DNS-6        |
| 162          | Michał Gołaś (POL)         | 81.          |
| 163          | Kristoffer Halvorsen (NOR) | 107.         |
| 164          | Michał Kwiatkowski (POL)   | 10.          |
| 165          | Gianni Moscon (ITA)        | 36.          |
| 166          | Salvatore Puccio (ITA)     | 52.          |
| 167          | Pavel Sivakov (RUS)        | 23.          |

| Team Sunweb SUN | Team Sunweb SUN       | Team Sunweb SUN |
| --------------- | --------------------- | --------------- |
| Nr.             | Rytter                | Placering       |
| 171             | Tom Dumoulin (NED)    | 6.              |
| 172             | Nikias Arndt (GER)    | 71.             |
| 173             | Cees Bol (NED)        | 123.            |
| 174             | Chad Haga (USA)       | 57.             |
| 175             | Wilco Kelderman (NED) | 5.              |
| 176             | Robert Power (AUS)    | 48.             |
| 177             | Max Walscheid (GER)   | 118.            |

| Trek-Segafredo TFS | Trek-Segafredo TFS     | Trek-Segafredo TFS |
| ------------------ | ---------------------- | ------------------ |
| Nr.                | Rytter                 | Placering          |
| 181                | Richie Porte (AUS)     | 50.                |
| 182                | William Clarke (AUS)   | 68.                |
| 183                | Niklas Eg (DEN)        | 27.                |
| 184                | Markel Irízar (ESP)    | 92.                |
| 185                | Bauke Mollema (NED)    | 46.                |
| 186                | Matteo Moschetti (ITA) | 90.                |
| 187                | Kiel Reijnen (USA)     | 91.                |

| UAE Team Emirates UAD | UAE Team Emirates UAD      | UAE Team Emirates UAD |
| --------------------- | -------------------------- | --------------------- |
| Nr.                   | Rytter                     | Placering             |
| 191                   | Alexander Kristoff (NOR)   | 85.                   |
| 192                   | Fernando Gaviria (COL)     | 78.                   |
| 193                   | Rui Costa (POR)            | 17.                   |
| 194                   | Vegard Stake Laengen (NOR) | 98.                   |
| 195                   | Daniel Martin (IRL)        | 7.                    |
| 196                   | Oliviero Troia (ITA)       | 104.                  |
| 197                   | Diego Ulissi (ITA)         | 15.                   |

| Movistar Team MOV | Movistar Team MOV                   | Movistar Team MOV |
| ----------------- | ----------------------------------- | ----------------- |
| Nr.               | Rytter                              | Placering         |
| 1                 | Alejandro Valverde (ESP) (landevej) | 2.                |
| 2                 | Andrey Amador (CRC)                 | 69.               |
| 3                 | Jaime Castrillo (ESP)               | 128.              |
| 4                 | Rubén Fernández (ESP)               | 44.               |
| 5                 | Lluís Mas (ESP)                     | 58.               |
| 6                 | Nelson Oliveira (POR)               | 66.               |
| 7                 | Jasha Sütterlin (GER)               | 56.               |

| AG2R La Mondiale ALM | AG2R La Mondiale ALM         | AG2R La Mondiale ALM |
| -------------------- | ---------------------------- | -------------------- |
| Nr.                  | Rytter                       | Placering            |
| 11                   | Larry Warbasse (USA)         | 39.                  |
| 12                   | Geoffrey Bouchard (FRA)      | 19.                  |
| 13                   | Benoît Cosnefroy (FRA)       | 65.                  |
| 14                   | Samuel Dumoulin (FRA)        | 113.                 |
| 15                   | Tony Gallopin (FRA)          | 21.                  |
| 16                   | Quentin Jauregui (FRA)       | 30.                  |
| 17                   | Aurélien Paret-Peintre (FRA) | 26.                  |

| Astana AST | Astana AST            | Astana AST |
| ---------- | --------------------- | ---------- |
| Nr.        | Rytter                | Placering  |
| 21         | Gorka Izagirre (ESP)  | 38.        |
| 22         | Manuele Boaro (ITA)   | 43.        |
| 23         | Daniil Fominykh (KAZ) | 63.        |
| 24         | Omar Fraile (ESP)     | DNS-5      |
| 25         | Dmitrij Gruzdev (KAZ) | 75.        |
| 26         | Jan Hirt (CZE)        | 12.        |
| 27         | Davide Villella (ITA) | 22.        |

| Bahrain-Merida TBM | Bahrain-Merida TBM      | Bahrain-Merida TBM |
| ------------------ | ----------------------- | ------------------ |
| Nr.                | Rytter                  | Placering          |
| 31                 | Vincenzo Nibali (ITA)   | 35.                |
| 32                 | Phil Bauhaus (GER)      | 105.               |
| 33                 | Damiano Caruso (ITA)    | 37.                |
| 34                 | Rohan Dennis (AUS)      | 70.                |
| 35                 | Heinrich Haussler (AUS) | 97.                |
| 36                 | Marcel Sieberg (GER)    | 100.               |
| 37                 | Jan Tratnik (SLO)       | 64.                |

| Bora-Hansgrohe BOH | Bora-Hansgrohe BOH          | Bora-Hansgrohe BOH |
| ------------------ | --------------------------- | ------------------ |
| Nr.                | Rytter                      | Placering          |
| 41                 | Davide Formolo (ITA)        | 11.                |
| 42                 | Erik Baška (SVK)            | 129.               |
| 43                 | Sam Bennett (IRL)           | 116.               |
| 44                 | Emanuel Buchmann (GER)      | 4.                 |
| 45                 | Peter Kennaugh (GBR)        | 101.               |
| 46                 | Christoph Pfingsten (GER)   | 59.                |
| 47                 | Maximilian Schachmann (GER) | 13.                |

| CCC Team CPT | CCC Team CPT               | CCC Team CPT |
| ------------ | -------------------------- | ------------ |
| Nr.          | Rytter                     | Placering    |
| 51           | Serge Pauwels (BEL)        | 47.          |
| 52           | Patrick Bevin (NZL)        | DNF-6        |
| 53           | Víctor de la Parte (ESP)   | 14.          |
| 54           | Alessandro De Marchi (ITA) | 34.          |
| 55           | Jakub Mareczko (ITA)       | 121.         |
| 56           | Łukasz Owsian (POL)        | 45.          |
| 57           | Joey Rosskopf (USA)        | 40.          |

| Deceuninck-Quick Step DQT | Deceuninck-Quick Step DQT | Deceuninck-Quick Step DQT |
| ------------------------- | ------------------------- | ------------------------- |
| Nr.                       | Rytter                    | Placering                 |
| 61                        | Elia Viviani (ITA)        | 117.                      |
| 62                        | Dries Devenyns (BEL)      | 29.                       |
| 63                        | Remco Evenepoel (BEL)     | DNF-4                     |
| 64                        | Mikkel Honoré (DEN)       | 96.                       |
| 65                        | James Knox (GBR)          | 8.                        |
| 66                        | Michael Mørkøv (DEN)      | 99.                       |
| 67                        | Fabio Sabatini (ITA)      | 95.                       |

| EF Education First EF1 | EF Education First EF1    | EF Education First EF1 |
| ---------------------- | ------------------------- | ---------------------- |
| Nr.                    | Rytter                    | Placering              |
| 71                     | Tejay van Garderen (USA)  | 16.                    |
| 72                     | Sean Bennett (USA)        | 61.                    |
| 73                     | Simon Clarke (AUS)        | DNF-6                  |
| 74                     | Daniel McLay (GBR)        | 120.                   |
| 75                     | Sacha Modolo (ITA)        | 93.                    |
| 76                     | James Whelan (AUS)        | 77.                    |
| 77                     | Julius van den Berg (NED) | 88.                    |

| Gazprom-RusVelo GAZ | Gazprom-RusVelo GAZ    | Gazprom-RusVelo GAZ |
| ------------------- | ---------------------- | ------------------- |
| Nr.                 | Rytter                 | Placering           |
| 81                  | Aleksandr Porsev (RUS) | 114.                |
| 82                  | Ildar Arslanov (RUS)   | 33.                 |
| 83                  | Igor Bojev (RUS)       | 122.                |
| 84                  | Stepan Kurianov (RUS)  | 124.                |
| 85                  | Artjom Nytj (RUS)      | 32.                 |
| 86                  | Sergej Sjilov (RUS)    | 87.                 |
| 87                  | Anton Vorobjov (RUS)   | 127.                |

| Groupama-FDJ GFC | Groupama-FDJ GFC            | Groupama-FDJ GFC |
| ---------------- | --------------------------- | ---------------- |
| Nr.              | Rytter                      | Placering        |
| 91               | Anthony Roux (FRA)          | 54.              |
| 92               | Bruno Armirail (FRA)        | 130.             |
| 93               | Mickaël Delage (FRA)        | 86.              |
| 94               | David Gaudu (FRA)           | 3.               |
| 95               | Sébastien Reichenbach (SUI) | 25.              |
| 96               | Marc Sarreau (FRA)          | 111.             |
| 97               | Miles Scotson (AUS)         | 60.              |

| Lotto-Soudal LTS | Lotto-Soudal LTS      | Lotto-Soudal LTS |
| ---------------- | --------------------- | ---------------- |
| Nr.              | Rytter                | Placering        |
| 101              | Caleb Ewan (AUS)      | 79.              |
| 102              | Adam Blythe (GBR)     | 115.             |
| 103              | Adam Hansen (AUS)     | 82.              |
| 104              | Roger Kluge (GER)     | 106.             |
| 105              | Bjorg Lambrecht (BEL) | 24.              |
| 106              | Maxime Monfort (BEL)  | 55.              |
| 107              | Sander Armée (BEL)    | 51.              |

| Mitchelton-Scott MTS | Mitchelton-Scott MTS   | Mitchelton-Scott MTS |
| -------------------- | ---------------------- | -------------------- |
| Nr.                  | Rytter                 | Placering            |
| 111                  | Michael Albasini (SUI) | 73.                  |
| 112                  | Jack Bauer (NZL)       | 62.                  |
| 113                  | Sam Bewley (NZL)       | 80.                  |
| 114                  | Brent Bookwalter (USA) | 18.                  |
| 115                  | Tsgabu Grmay (ETH)     | 20.                  |
| 116                  | Luka Mezgec (SLO)      | 72.                  |
| 117                  | Callum Scotson (AUS)   | 41.                  |

| Dimension Data TDD | Dimension Data TDD                | Dimension Data TDD |
| ------------------ | --------------------------------- | ------------------ |
| Nr.                | Rytter                            | Placering          |
| 121                | Mark Cavendish (GBR)              | 109.               |
| 122                | Bernhard Eisel (AUT)              | 89.                |
| 123                | Amanuel Ghebreigzabhier (ERI)     | DNS-4              |
| 124                | Reinardt Janse van Rensburg (RSA) | 53.                |
| 125                | Roman Kreuziger (CZE)             | 28.                |
| 126                | Louis Meintjes (RSA)              | 31.                |
| 127                | Jay Robert Thomson (RSA)          | 76.                |

| Team Jumbo-Visma TJV | Team Jumbo-Visma TJV  | Team Jumbo-Visma TJV |
| -------------------- | --------------------- | -------------------- |
| Nr.                  | Rytter                | Placering            |
| 131                  | Primož Roglič (SLO)   | 1.                   |
| 132                  | Koen Bouwman (NED)    | 74.                  |
| 133                  | Laurens De Plus (BEL) | 9.                   |
| 134                  | Tom Leezer (NED)      | 119.                 |
| 135                  | Paul Martens (GER)    | 110.                 |
| 136                  | Tony Martin (GER)     | 131.                 |
| 137                  | Jos van Emden (NED)   | 84.                  |

| Katusha-Alpecin TKA | Katusha-Alpecin TKA   | Katusha-Alpecin TKA |
| ------------------- | --------------------- | ------------------- |
| Nr.                 | Rytter                | Placering           |
| 141                 | Marcel Kittel (GER)   | 112.                |
| 142                 | Alex Dowsett (GBR)    | DNF-6               |
| 143                 | Marco Haller (AUT)    | 94.                 |
| 144                 | Pavel Kotjetkov (RUS) | 67.                 |
| 145                 | Daniel Navarro (ESP)  | 42.                 |
| 146                 | Rick Zabel (GER)      | DNF-2               |
| 147                 | Ilnur Sakarin (RUS)   | DNS-7               |

| Team Novo Nordisk TNN | Team Novo Nordisk TNN  | Team Novo Nordisk TNN |
| --------------------- | ---------------------- | --------------------- |
| Nr.                   | Rytter                 | Placering             |
| 151                   | Declan Irvine (AUS)    | 103.                  |
| 152                   | Mehdi Benhamouda (FRA) | 126.                  |
| 153                   | Sam Brand (GBR)        | 83.                   |
| 154                   | Fabio Calabria (AUS)   | 102.                  |
| 155                   | Péter Kusztor (HUN)    | 49.                   |
| 156                   | Andrea Peron (ITA)     | 108.                  |
| 157                   | Charles Planet (FRA)   | 125.                  |

| Team Sky SKY | Team Sky SKY               | Team Sky SKY |
| ------------ | -------------------------- | ------------ |
| Nr.          | Rytter                     | Placering    |
| 161          | Kenny Elissonde (FRA)      | DNS-6        |
| 162          | Michał Gołaś (POL)         | 81.          |
| 163          | Kristoffer Halvorsen (NOR) | 107.         |
| 164          | Michał Kwiatkowski (POL)   | 10.          |
| 165          | Gianni Moscon (ITA)        | 36.          |
| 166          | Salvatore Puccio (ITA)     | 52.          |
| 167          | Pavel Sivakov (RUS)        | 23.          |

| Team Sunweb SUN | Team Sunweb SUN       | Team Sunweb SUN |
| --------------- | --------------------- | --------------- |
| Nr.             | Rytter                | Placering       |
| 171             | Tom Dumoulin (NED)    | 6.              |
| 172             | Nikias Arndt (GER)    | 71.             |
| 173             | Cees Bol (NED)        | 123.            |
| 174             | Chad Haga (USA)       | 57.             |
| 175             | Wilco Kelderman (NED) | 5.              |
| 176             | Robert Power (AUS)    | 48.             |
| 177             | Max Walscheid (GER)   | 118.            |

| Trek-Segafredo TFS | Trek-Segafredo TFS     | Trek-Segafredo TFS |
| ------------------ | ---------------------- | ------------------ |
| Nr.                | Rytter                 | Placering          |
| 181                | Richie Porte (AUS)     | 50.                |
| 182                | William Clarke (AUS)   | 68.                |
| 183                | Niklas Eg (DEN)        | 27.                |
| 184                | Markel Irízar (ESP)    | 92.                |
| 185                | Bauke Mollema (NED)    | 46.                |
| 186                | Matteo Moschetti (ITA) | 90.                |
| 187                | Kiel Reijnen (USA)     | 91.                |

| UAE Team Emirates UAD | UAE Team Emirates UAD      | UAE Team Emirates UAD |
| --------------------- | -------------------------- | --------------------- |
| Nr.                   | Rytter                     | Placering             |
| 191                   | Alexander Kristoff (NOR)   | 85.                   |
| 192                   | Fernando Gaviria (COL)     | 78.                   |
| 193                   | Rui Costa (POR)            | 17.                   |
| 194                   | Vegard Stake Laengen (NOR) | 98.                   |
| 195                   | Daniel Martin (IRL)        | 7.                    |
| 196                   | Oliviero Troia (ITA)       | 104.                  |
| 197                   | Diego Ulissi (ITA)         | 15.                   |